# Иранске религије
Иранске религије су религије које потичу из Великог Ирана.

## Позадина
Веровања, активности и културни догађаји старих Иранаца у древном Ирану су сложена питања. Древни Иранци су комбинација неколико Аријеваца и неаријских племена. Аријевци, или древни Иранци, обожавали су природне елементе као што су сунце, сунчева светлост и грмљавина, али су на крају своју пажњу преусмерили углавном на једног бога, истовремено признајући и друге. Ирански древни пророк Зороастер (Заратустра) реформисао је иранска верска уверења у облик хенотеизма. Гате, химне Зороастерове Авесте, донеле су монотеистичке идеје у Персију, док се преко Јашта и Јасне помињу политеизам и ранија веровања. Веде и Авеста послужиле су истраживачима као важан извор у откривању раноаријских веровања и идеја.

## Стари век
- протоиндоиранска религија:[2] различита веровања и праксе из којих су настале касније аутохтоне религије иранских народа. Ова религија је такође утицала на развој индијских религија.
- Скитска религија: Религија Скита и претеча модерног асијанизма.
- древна иранска религија: древна религија иранских народа пре зороастризма.
- Зороастризам: данашњи кровни термин за староседелачко веровање и праксу иранских народа. Иако је данашњи зороастризам монолитан, наставак елитног облика Сасанидског царства, у антици је имао неколико варијанти или деноминација, које су се помало разликовале по локацији, етничкој припадности и историјском периоду. Некада је имао велику популацију и велику разноликост.
- Зурванизам: До касног Ахеменидског царства, зороастризам је такође био познат и као зурванизам (зурванитски зороастризам), монистички дуализам.
- Митраизам: Тајанствена религија усредсређена на протозороастријског персијског бога Митру која се практиковала у Римском царству отприлике од 1. до 4. века не.
- Манихејство: дитеистички гностицизам из 3. века на који је могао утицати мандеизам. Манихејци су веровали у „Оца величине“ (арамејски: Abbā dəRabbūṯā, персијски: pīd ī wuzurgīh) и посматрали су Га као највишег божанство (светлости).
- Маздакизам: протосоцијалистички гностицизам с краја 5. или почетка 6. века који је тежио да укине приватно власништво.
- Јазданизам

## Средњи век
Неке религије су настале синкретизмом ислама и локалног зороастризма.
- У раном исламском периоду развој персијског мистицизма, традиционалног тумачења постојања, живота и љубави са персо-исламским суфијским монотеизмом појавио се као његов практични аспект. Овај развој је веровао у директну перцепцију духовне истине (Бога), кроз мистичне праксе засноване на божанској љубави.
- Хурамити, верски и политички покрет из 9. века заснован на учењима Сунпада (Синбада) из 8. века, који је проповедао синкретизам шиитског ислама и зороастризма. Под Бабаком Хорамдином, покрет је тражио прерасподелу приватног богатства и укидање ислама.
- Бехафаридијанци, култни покрет из 8. века око пророка Бехафарида. Иако се сматра да тај покрет корен вуче из зороастризма, Бехафарид и његови следбеници погубљени су под оптужбом (коју су поднели зороастријанци) за наношење штете и зороастризму и исламу.
- Јарсанизам, верски ред јазданизма, за који се верује да је основан у 16. веку. Јазданизам је објавио веру у Бога који се манифестује као један примарни и пет секундарних аватара који заједно са Богом чине Свету седморку.
- Јазданизам
- Језидизам

## Савремене религије
- Асијанизам / Уатсдин, оживљавање осетске етничке религије.
- Рошанија покрет, скуп монотеистичких учења Пир Рошана које је његов народ следио.
- Бабизам, монотеистичка религија средином 19. века коју је основао Баб, а који је био претходник бахаи вере.
- Бахаи вера (бахаизам, бахајство), монотеистичка религија у настајању коју је основао Бахаула, перзијски изгнаник из 19. века.